# Test colorimetrico
Il test colorimetrico con fenolftaleina  viene utilizzato per determinare la profondità di carbonatazione di un calcestruzzo indurito.

Normalmente questa prova viene effettuata utilizzando una soluzione all'1% di fenolftaleina in etanolo.

## Modalità del test
La soluzione di fenolftaleina viene spruzzata sulla superficie di calcestruzzo da testare preventivamente messa a nudo mediante la rimozione del conglomerato sovrastante ammalorato.

Nelle zone a pH superiore a 9 (ricche di calce) la soluzione fa assumere alla matrice cementizia una colorazione rossastra tipica della fenolftaleina in ambiente basico, mentre lascia incolori quelle a pH inferiore (calcestruzzo carbonatato).

La prova deve essere effettuata subito dopo la rimozione del calcestruzzo sovrastante in quanto nel tempo lo strato superficiale del conglomerato tende a carbonatarsi a seguito del contatto con la CO2 presente nell'aria.
Il test colorimetrico della fenolftaleina può essere effettuato anche su carote di calcestruzzo prelevate da una membratura, spalmando la soluzione sulla superficie esterna della carota stessa subito dopo il suo prelievo (per evitare la carbonatazione per contatto diretto con l'aria).

## Normativa
UNI EN 13295:2005 - Prodotti e sistemi per la protezione e la riparazione delle strutture di calcestruzzo - Metodi di prova - Determinazione della resistenza alla carbonatazione